# Croissance économique mondiale des années 1850
La croissance économique mondiale des années 1850, la plus forte de tout le XIXe siècle, a entraîné un bouleversement industriel, à l'échelle de la planète. En France, elle correspond à la première partie du règne de Napoléon III, appelé aussi Second Empire (1852–1870). Entre 1853 et 1869, la production industrielle française progresse de 50 %, l'activité du bâtiment double et les exportations sont multipliées par 2,6 grâce à la forte croissance dans les autres pays.

## Une expansion qui se diffuse à tous les pays industriels
Dans les années 1850, l’Europe a été touchée par une accélération de la révolution industrielle, tandis que la croissance devient plus forte aux États-Unis, dopée par l'immigration et la conquête de l'Ouest.

### L'industrie lourde allemande émerge
L'Allemagne, restée jusque-là relativement à l'écart de l'expansion européenne, en prend la tête après 1850, grâce aux commandes militaires et ferroviaires, et au boom des mines du charbon et de la sidérurgie, dans la région industrielle de la Ruhr. 
Les voies de chemin de fer allemandes sont multipliées par 18 en dix ans, passant de 600 km de lignes en 1850 à 11 000 km en 1860, puis 20 000 km en 1870. Cette croissance économique est précédée d'une croissance démographique : les Allemands sont 30 millions en 1840 et 38 millions en 1850, soit 28 % de plus en dix ans. Dans la deuxième partie du siècle, la population allemande augmente encore de 40 % pour atteindre 50 millions d'habitants Une monnaie de compte commune à tous les États allemands, le thaler d'union est créé en 1857 sur le modèle du thaler prussien.

### La conquête de l'Ouest
Aux États-Unis, la population augmente de plus d'un tiers, passant de 23 millions à 31 millions d'habitants, souvent arrivés par le port de New York qui s'agrandit dans les années 1850-1860. En 1850, les États-Unis avaient quatorze mille kilomètres de voies ferrées, le plus vaste réseau du monde, qui fut complété dans les dix années suivantes par trente mille nouveaux kilomètres de rail, soit un triplement en dix ans. L'ensemble de la sidérurgie mondiale voit ses commandes s'envoler, en volumes et en prix de vente moyen.
Le taux de croissance de quelques villes canadiennes connaît aussi une hausse très marquée dans les années 1850, avant de revenir vers une stabilisation jusqu'en 1870, tandis qu'une partie de leurs habitants émigre vers les villes de l'Ouest du Canada. Au cours de ces années 1850, un millier d’esclaves du sud des États-Unis prend la fuite chaque année en direction du Nord, du Canada ou du Mexique.

### L'accélération de la croissance en France
En France, l'économiste Myriam Levy-Leboyer a calculé une croissance annuelle du produit industriel de 2,2 % dans les années 1850, contre 1,6 % seulement dans la décennie 1860, ou 1,5 % et 2,2 % respectivement pour les décennies 1820 et 1830. Selon elle, le pic de croissance des années 1850 couronne un mouvement débuté vers 1840. La puissance totale des machines à vapeur utilisées dans l'industrie double entre 1842 et 1852, de 37 000 à 71 000 chevaux-vapeur, puis fait plus que doubler dans les huit années suivantes pour atteindre 166 000 chevaux-vapeur, les principaux constructeurs étant installés à Paris et en Alsace. Dans le textile, l'investissement de productivité permet d'augmenter de moitié la consommation annuelle de coton brut par broche installée.

## Le rôle des secteurs stratégiques
Après le coton au début du siècle, le rail, l'acier et le charbon prennent leur essor, mais la croissance est irriguée par de nouveaux réseaux de circulation de l'argent et de l'information, plus puissants et plus rapides.

### Les nouvelles banques par action
Au cours des années 1850, de grandes banques par actions participent au financement de l'économie, en particulier du chemin de fer. Leur émergence a été favorisée par les trois versions successives du Bank Charter Act en Angleterre : 1826, 1833 et 1844. Au cours de la seule année 1836, l'Angleterre a compté l'introduction en bourse de 59 banques. 
La France bénéficie elle en 1850 de la création de la Caisses des actions réunies, par Jules Mirès et Moïse Polydore Millaud (1813 – 1871), au capital de 6 millions de francs, suivie en 1852 par celle du Crédit mobilier, par les frères Pereire, au capital de 60 millions de francs et du Crédit foncier, qui finance la transformation des grandes villes, en particulier de Paris et se voit doté en 1854 d’un statut analogue à celui de la Banque de France.

### La masse monétaire dopée par le cumul de trois ruées vers l'or
La croissance profite aussi de l'afflux de métaux précieux grâce à trois ruées vers l'or en 4 ans, la première en Russie, qui culmine en 1847, puis la ruée vers l'or en Californie de 1848 et ensuite celle qui se produit en 1851, en Australie, la ruée vers l'or au Victoria. L'afflux d'or qui en découle permet une relance de la création monétaire, avec pour résultat d'injecter de la masse monétaire dans les circuits bancaires à une époque où les banques centrales n'étaient pas toutes parfaitement opérationnelles.
En France, la création monétaire est intense, la masse monétaire passant de 3,9 millions de francs or en 1845 à 8,6 millions de francs en 1870. Le bâtiment est le premier à profiter de cette création monétaire : son activité double entre 1853 et 1869, alors que la production industrielle augmente deux fois moins vite, progressant de 50 %, même si c'est sa plus forte progression du siècle.

### Les effets de la première révolution de l'information
Cette croissance se manifeste non seulement par le développement du chemin de fer mais aussi par une révolution de l’information : à partir de 1850, l’imprimé connaît un véritable essor sous toutes ses formes : livres, presse, etc. La diffusion de l’information dans la population est illustrée par un tableau d’Édouard Manet, Sur la plage, de 1873, où l’on peut voir une femme en train de lire un livre.
Cette révolution de l'information précède l'accélération de la croissance à partir de la fin de la décennie précédente. Dès 1845, la rotative est conçue par l’Américain Richard Hoe sous forme de rouleaux cylindriques, permettant d'imprimer des dizaines de milliers de quotidiens en une nuit. Elle commence à se diffuser à la fin des années 1840.
L'Associated Press est créée sous forme de coopérative par six quotidiens en 1848, suivie en 1851 par l'agence Reuters, fondée à Londres par Paul Julius Reuter, venu de l'Agence Havas, qui profite de la pose la même année du premier câble sous-marin entre la France et l'Angleterre. À partir de 1853, la plupart des quotidiens français profitent des nouvelles fraîches reçues d'Havas par le télégraphe.

### La construction navale
La France a besoin d'importer pour la construction des chemins de fer, mais aussi pour des bateaux pour la guerre de Crimée: les importations d'Angleterre doublent entre 1854 et 1856, et elles quadruplent entre 1852 et 1857.

### Le charbon
À partir des années 1850, la production charbonnière mondiale augmente de moitié tous les dix ans. En 1860, l'Europe extrait 100 millions de tonnes de charbon contre 40 millions vingt ans plus tôt et 15 millions aux États-Unis. Près des deux-tiers de ces 100 millions de tonnes de charbon sont produites en Angleterre. La France n'en produit que 13 millions, dix ans après, en 1870, malgré le succès de nouvelles mines dans la partie occidentale du bassin minier du Pas de Calais. Entre 1859 et 1875, la production de la Compagnie de Courrières, fondée en 1848, est sextuplée et le cours de son action multiplié par 55. Celle de la Compagnie de Lens, autre « affaire familiale », est multipliée par 22 sur la même période, pour une production décuplée. Mais elles ne pèsent, à elles deux, que 9 % du charbon français, loin derrière la Compagnie d'Anzin, leader mondial avec 2 380 000 tonnes en 1880, soit deux-tiers du bassin nordiste.

### L'explosion de l'industrie du rail
La Railway mania se traduit par un triplement du nombre de kilomètres de rail sur la décennie 1850 aux États-Unis, le pays qui était déjà le plus équipé. Elle avait déjà entraîné la création de centaines de compagnies en Europe, 248 pour la seule année 1845 en Angleterre, après 37 en 1844 et 24 en 1843, qui avait tissé un réseau très serré mais encore incomplet car le mouvement avait été brutalement stoppé par le krach de 1847, suivi de centaines de faillites. Une fois les liquidations, mise sous sequestre et fusions de sociétés opérées, la croissance peut reprendre à partir de 1851, avec un en « effet de terminaison » : des dizaines de lignes doivent être prolongées pour être reliées au réseau ferroviaire global, qui s'agrandit alors très rapidement, permettant de rentabiliser très vite l'achat de nouvelles locomotives et wagons. Ce mouvement est particulièrement fort dans les pays en retard, comme la France et l'Allemagne.
L’enthousiasme ferroviaire de l'Allemagne fait que le pays compte vers 1870 près de vingt mille kilomètres de voies. La France réduit une partie son retard sur sa rivale d'outre-Manche pour atteindre 15 600 km de voies ferrées en 1870, contre 24 900 pour l'Angleterre.

### Le convertisseur Bessemer dope la production d'acier
Le Bessemer inventé en 1856 se diffuse en France vers 1858. L'essor de la production d'acier permet d'intensifier l'activité ferroviaire. En 1857, le nombre de locomotives fabriquées en France atteint un niveau qui ne sera plus retrouvé avant 1909. C'est le triomphe d'Ernest Goüin et Cie, première société de construction de matériel ferroviaire, créée en 1846 à Paris avec l'aide des Rothschild, aux Batignolles, par Ernest Goüin, qui bâtit en 1852 le pont d'Asnières-sur-Seine, premier pont métallique de France et fonde une Société de secours mutuels pour ses employés.
En Allemagne, l'entreprise Krupp a une croissance explosive à partir de la mise en place du procédé Bessemer. Il emploie 700 hommes en 1855, 1 800 en 1860, 8 100 en 1860, puis 45 000 en 1887.
En France, l'entreprise Safia subit elle aussi une forte croissance à partir du même procédé. Elle emploie 980 ouvriers en 1855 et 3 600 en 1887.
La production métallurgique mondiale, confrontée à la forte croissance des commandes ferroviaires et pour la construction urbaine, fut multipliée par cinq des années 1840 aux années 1850. Cette expansion mondiale fut stoppée temporairement par la panique de 1857, qui causa une récession soudaine de l'économie des États-Unis et démarra par une perte de confiance dans une banque de l'Ohio.